# Systoechus grandis
Systoechus grandis är en tvåvingeart som beskrevs av Paramonov 1940. Systoechus grandis ingår i släktet Systoechus och familjen svävflugor.
Artens utbredningsområde är Algeriet. Inga underarter finns listade i Catalogue of Life.